# Кохтусельга
Ко́хтусельга (карел. Kohtuselgü) — деревня в составе Ведлозерского сельского поселения Пряжинского национального района Республики Карелия.

## Общие сведения
Расположена на юго-восточном берегу озера Тулмозеро.

К деревне подходит автомобильная дорога местного значения 86К-283 («Подъезд к д. Койвусельга»). Расстояние до районного центра, посёлка городского типа Пряжа, составляет 81 км.

## Население
| 2002 | 2010 | 2013 |
| ---- | ---- | ---- |
| 4    | ↗7   | ↘4   |